# 布罗涅
布罗涅（法語：Bourogne，法語發音：[buʁɔɲ]）是法国弗朗什-孔泰大区贝尔福地区省的一个市镇，位于该省中西部，和杜省接壤，属于贝尔福区。

## 地理
布罗涅（47°33'44"N, 6°55'4"E）面积13.71 平方千米，位于法国勃艮第-弗朗什-孔泰大區贝尔福地区省，该省份为法国东北部内陆省份，东临上莱茵省，北起孚日省，西接上索恩省，南与杜省和瑞士接壤。
与布罗涅接壤的市镇（或旧市镇、城区）包括：阿朗茹瓦、当伯努瓦、沙尔穆瓦、弗鲁瓦德方丹、梅济雷、莫维拉尔、特雷沃南、梅鲁-莫瓦勒。

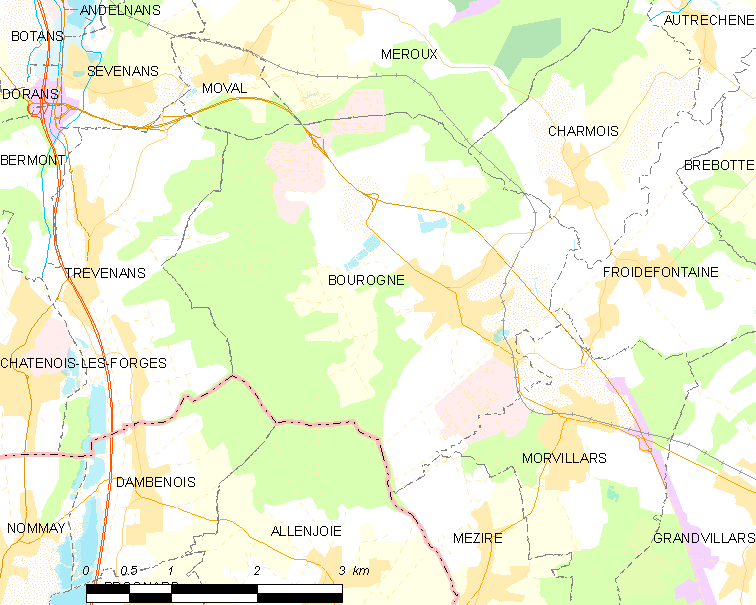
布罗涅的OSM定位图

布罗涅的时区为UTC+01:00、UTC+02:00（夏令时）。

## 行政
布罗涅的邮政编码为90140，INSEE市镇编码为90017。

## 政治
布罗涅所属的省级选区为沙特努瓦莱福日县。

## 人口

1962-2008年间布罗涅人口变化图示

布罗涅于2022年1月1日时的人口数量为1737人。